# چارلز بندیکت
چارلز بندیکت (انگلیسی: Charles Benedict; ۵ مهٔ ۱۸۶۷ – ۲۲ نوامبر ۱۹۵۲) تیرانداز اهل ایالات متحده آمریکا بود.
وی در مسابقات کشوری و بین‌المللی در مجموع برندهٔ ۱ مدال طلا شده‌است.